# Thomazomyia pilipes
Thomazomyia pilipes är en tvåvingeart som beskrevs av Guilherme A.M.Lopes 1976. Thomazomyia pilipes ingår i släktet Thomazomyia och familjen köttflugor. Inga underarter finns listade i Catalogue of Life.